# بني مهدي (القفر)

تعديل مصدري - تعديل

بني مهدي محلة تابعة لقرية بني مهدي، التابعة لعزلة بني مبارز بمديرية القفر إحدى مديريات محافظة إب في الجمهورية اليمنية، بلغ تعداد سكانها 115 حسب تعداد اليمن لعام 2004.